# The World Is Not Enough (single)
The World Is Not Enough is een nummer van de Amerikaanse band Garbage uit 1999. Het is afkomstig van de soundtrack van de James Bondfilm The World Is Not Enough.
"The World Is Not Enough" bevat een combinatie van het klassieke James Bond-geluid en het moderne geluid van Garbage. Het nummer flopte in Amerika, maar was in het Verenigd Koninkrijk met een 11e positie wel succesvol. In het Nederlandse taalgebied had het nummer iets minder succes; met in Nederland een 2e positie in de Tipparade en in Vlaanderen een 7e positie in de Tipparade.